# مشروع الطائف الجديد
مشروع الطائف الجديدة أو مدينة الطائف الجديدة هو مشروع حكومي سعودي يهدف إلى إنشاء مدينة جديدة حديثة، وتم تدشين المشروع يوم 1 أكتوبر 2017م.

## المشروع بالأرقام[2]
- المساحة: 1250 كم.
- التكلفة الإجمالية للمشروع: 11,074,882,073 ريال.
- الاستيعاب: 750,000 - 1,000,000 نسمة.

## أقسام المشروع[3]

### مطار الطائف الدولي
من المتوقع الانتهاء من تنفيذه عام 2020، وبإنجاز مطار الطائف تكون رؤية 2030 حققت أولى مشاريعها في منطقة مكة المكرمة، وتبلغ تكلفته 3.137 مليون ريال سعودي بمساحة حوالي 48 مليون متر مربع.

### مدينةسوق عكاظ
يأتي مشروع مدينة سوق عكاظ ضمن مبادرات الهيئة العامة للسياحة والتراث الوطني في برنامج التحول الوطني الذي أقره مجلس الوزراء وخصص ميزانية للمشروع بلغت 815 مليون ريال وسيجذب مشروع تطوير مدينة سوق عكاظ أكثر من 260 ألف سائح سنويا، مع أثر إيجابي على الناتج المحلي الإجمالي يصل إلى 294 مليون ريال، وتوفير أكثر من 4400 وظيفة إضافية مستحدثة، وبناء حوالي 1250 غرفة فندقية و130 وحدة سكنية.

### واحة التقنية
مساحة المشروع 35 مليون متر مربع،  ويتكون من أربعة مشاريع هي:
مشروع تصنيع وتجميع طائرة أنطونوف على مساحة 500 ألف متر مربع، بالإضافة إلى إنشاء مطار مخصص لأغراض التصنيع بمدرج خاص للتجارب طوله 3.5 كم، ومن المتوقع الانتهاء من المشروع عام 2021.
مشروع بناء مصنع إنتاج الألواح الشمسية على مساحة 25 ألف متر مربع، وسيقوم المصنع بتوفير مزيج من مصادر الطاقة المتجددة بقدرة 9.5 ميغا واط بحلول عام 2030.
مشروع إنتاج الطاقة الكهربائية باستخدام الخلايا الكهروضوئية والنظيفة بإنشاء محطة توليد الكهرباء بالطاقة الشمسية بطاقة إنتاجية 1 ميغاواط يوميا وتصل إلى 30 ميغاواط خلال السنوات القليلة القادمة.
مشروع الأعلاف فائق النمو على مساحة 50 ألف متر مربع، وتتميز هذه الأعلاف باستهلاكها كميات محدودة من المياه وسرعة تكاثرها وغزارة مردودها، وسيبدأ الإنتاج عام 2020.

### الضاحية السكنية
يكلف المشروع نحو 590 مليون ريال لأعمال البنية التحتية، ويعد من أكبر المشاريع في منطقة مكة المكرمة حيث يستوعب أكثر من 10 آلاف وحدة سكنية، سيتم إنشاء 3919 وحدة سكنية و6670 أرضا سكنية مطورة.

### المدينة الصناعية
وهي أول مدينة صناعية بمحافظة الطائف، بمساحة إجمالية 11 مليون متر مربع، وتتضمن المرحلة الأولى إنشاء مجموعة من الصناعات الثقيلة والمتوسطة والخفيفة ومركزا للتدريب المهني واستعمالات أخرى على مساحة تقدر بـ مليون متر مربع. وتقدر تكلفة المرحلة الأولى بنحو 120 مليون ريال.

### المدينة الجامعية
يتكون المشروع حاليا من 16 مشروعا إنشائيا داخليا، وتبلغ تكلفة إنشائه ملياري ريال.